# Akademski Vaterpolski Klub Branik Maribor
L'Akademski Vaterpolski Klub Branik Maribor è la sezione pallanuotistica della società polisportiva slovena del Branik, con sede a Maribor.

## Storia
Il club fu fondato nel 1992 ed è l'unica società slovena a prendere parte alla Regionalna Liga (già Jadranska Liga) a partire dalla stagione 2013-14.

## Rosa 2014-2015
| N° |                     | Ruolo | Giocatore      |
| -- | ------------------- | ----- | -------------- |
|    | Slovenia (bandiera) | P     | Jure Beton     |
|    | Slovenia (bandiera) |       | Marko Cirković |
|    | Slovenia (bandiera) |       | Uroš Fabič     |
|    | Croazia (bandiera)  |       | Ivan Gledec    |
|    | Slovenia (bandiera) |       | Luka Globovnik |
|    | Slovenia (bandiera) |       | Jaša Kadivec   |
|    | Slovenia (bandiera) |       | Nikola Klipa   |
|    | Slovenia (bandiera) |       | Lan Lakoše     |
|    | Slovenia (bandiera) |       | Filip Lilić    |
|    | Slovenia (bandiera) |       | Gregor Merlak  |
|    | Slovenia (bandiera) |       | Aljaž Pevec    |

| N° |                     | Ruolo | Giocatore       |
| -- | ------------------- | ----- | --------------- |
|    | Slovenia (bandiera) | P     | Marko Prcač     |
|    | Slovenia (bandiera) |       | Martin Puš      |
|    | Slovenia (bandiera) |       | Matej Rajšp     |
|    | Slovenia (bandiera) |       | Ratko Škrbić    |
|    | Slovenia (bandiera) |       | Ratko Škrolić   |
|    | Slovenia (bandiera) |       | Martin Stele    |
|    | Slovenia (bandiera) |       | Jure Stojanović |
|    | Slovenia (bandiera) |       | Tino Titlić     |
|    | Slovenia (bandiera) |       | Rok Tomše       |
|    | Slovenia (bandiera) |       | Žan Uremović    |
|    | Slovenia (bandiera) |       | Peter Vrbnjak   |

## Palmarès
- Campionato sloveno: 2

2013-14, 2024-25
- Coppa di Slovenia maschile: 1

2013-14